# التلغراف (جريدة هولندية)
التلغراف  (تنطق بالهولندية: [də ˈteːləɣraːf]) هي أكبر صحيفة يومية صباحية هولندية بتوزيع يومي تقريباً 488٬902 في 2013.

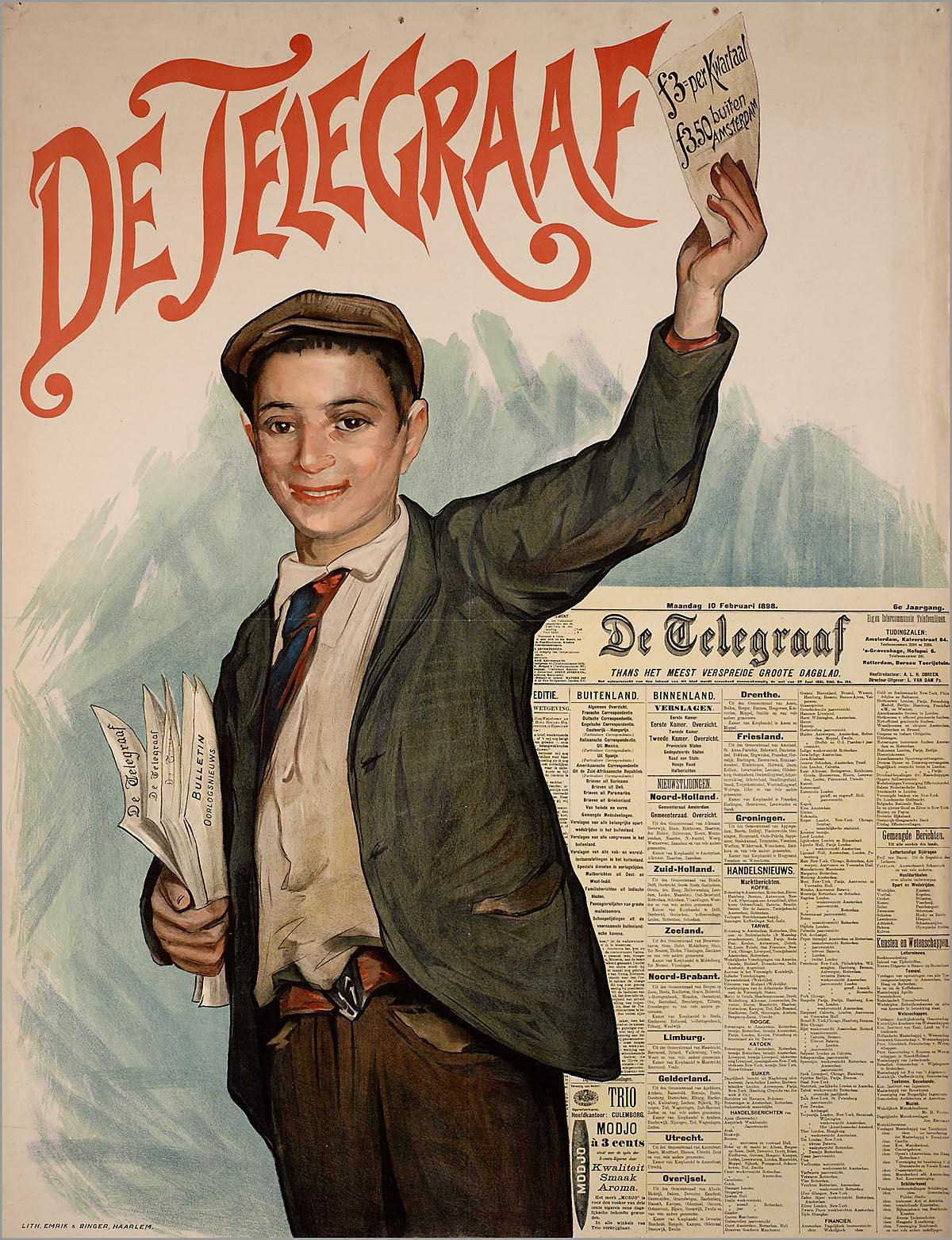
بوستر إعلاني، 1898

## روابط خارجية
- (بالهولندية) الموقع الرسمي